# Belazaima do Chão, Castanheira do Vouga e Agadão
Belazaima do Chão, Castanheira do Vouga e Agadão est une paroisse civile portugaise (en portugais : freguesia) de la municipalité d'Águeda dans le district d'Aveiro. Elle est créée en 2013, par fusion des paroisses de Belazaima do Chão, Castanheira do Vouga et Agadão.

## Histoire
La paroisse est créée par la loi no 11-A/2013 du 28 janvier 2013 portant réorganisation administrative du territoire des freguesias, en fusionnant les paroisses de Belazaima do Chão, Castanheira do Vouga et Agadão. Son nom officiel est União das Freguesias de Belazaima do Chão, Castanheira do Vouga e Agadão et son siège est fixé à Castanheira do Vouga.

## Démographie
Lors du recensement de 2021, Belazaima do Chão, Castanheira do Vouga e Agadão compte 1 415 habitants.